# Riu Kasai
|  | Per a altres significats, vegeu «Kangsabati». |

|  | Per a altres significats, vegeu «Kasai». |

El riu Kasai (a Angola, Cassai) és un riu de l'Àfrica central, un dels principals afluents del riu Congo. Comença a Angola, des d'on va direcció cap al nord. Serveix de frontera entre Angola i la República Democràtica del Congo.
 En territori congolès, el riu arriba a la seva màxima esplendor, arribant a drenar una conca de 925.172 km², sent la 32a conca del món. És tan gran com països com Tanzània, Nigèria o Veneçuela. Desaigua al riu Congo a la localitat de Kwamouth. Durant el curt tram entre la recepció del riu Fimi i la seva desembocadura al Congo, el riu es coneix com a riu Kwa.
Al riu és a on hi ha la selva equatorial africana més frondosa. La localitat d'Ilebo està en el seu curs. Fins a aquest punt hi arriben transbordadors des de Kinshasa i a aquí surt un tren fins a Lubumbashi.

## Geografia
El Kasaï neix a l'est de l'altiplà de Bié d'Angola i des d'allà flueix cap a l'est fins a la frontera de la República Democràtica del Congo, on fa un revolt de 90% cap al nord i és un riu fronterer uns 400 km. Aquí el llit està esquitxat d'illes i té una amplada de fins a 10 km. Fluint més al nord, el Kasai arriba a la conca del Congo i s'inclina cap al nord-oest. Mentre el Kasai continua en aquesta direcció, el Kwilu hi desemboca al nord de Bandudu. Després de l'última part del riu, anomenada Kwa, desemboca al riu Congo en línia d'aire, a 170 km al nord-est de Kinshasa. Aquest curs d'aigua s'estén al llarg de 2.153 km.
En el seu curs hi ha dues cascades força grans, la cascada de Pogge (a 6° 40' de latitud sud) i la cascada de Wissmann (a 5° 50' de latitud sud). De l'esquerra surten els principals afluents del Kasaï: el Luembe, Luatschim, Tschikapa i Lowoa. Des de la dreta hi desemboquen el Lulua i el Lukenje (Msini, Ikatta).
Els afluents del Kasai també són el Fimi, el Kwilu i el Sankuru. El tram entre la confluència amb el Fimi i la sortida al Congo s'anomena Kwa. El Cuango, sovint representat falsament com un afluent del Kasai, desemboca en realitat al Kwilu. El riu Cuango, que baixa des d'un nivell més alt que el del riu Kwilu, desemboca en aquest últim a Luanie (Bandundu). Aquesta aigua acoloreix visiblement el Kwilu més de 0,5 km.
A l'inici de l'època de pluges a l'octubre, el nivell del riu puja uns 4 m. A nivells alts, aboca uns 12.000 m² d'aigua per segon a la desembocadura.
La regió del riu Kasai, situada a l'Àfrica central, ha estat històricament una àrea de gran interès per als exploradors i comerciants europeus durant els segles XIX i XX. El riu Kasai és un important afluent del riu Congo i flueix a través d'Angola, la República Democràtica del Congo (RDC) i Zàmbia.

### Exploració delseglexix
Durant el segle xix, molts exploradors europeus van ser atrets per les promeses de riquesa mineral i les possibilitats comercials de l'Àfrica central. El riu Kasai i les seves zones circumdants eren coneguts per ser rics en minerals com el diamant i altres recursos naturals.
Un dels exploradors més coneguts de la regió va ser Henry Morton Stanley, que va arribar a la confluència el 9 de març de 1877, anomenant el riu Nkutu, un "riu poderós i profund", però reconeixent-lo com a originari del Kwango. Stanley va ser enviat a l'Àfrica per trobar a David Livingstone, un altre famós explorador i missioner escocès. Mentre buscava Livingstone, Stanley va explorar i mapejar grans parts de la conca del riu Congo, incloent-hi el riu Kasai.

### Exploració del segle XX
Durant el segle xx, l'exploració del riu Kasai va continuar amb l'interès en l'explotació dels seus recursos naturals i el desenvolupament econòmic de la regió. Els colonitzadors belgues van tenir un paper significatiu en l'exploració i l'explotació del Kasai durant la colonització del Congo Belga.
Després de la independència de la República Democràtica del Congo (anteriorment coneguda com a Zaire) el 1960, la regió del riu Kasai ha estat escenari de conflictes ètnics i polítics. Això ha afectat l'exploració i el desenvolupament de la regió, ja que la inestabilitat ha dificultat l'accés i l'explotació dels seus recursos.

### Importància Actual
Avui dia, el riu Kasai segueix sent una via de transport important per a la regió, permetent el comerç i la comunicació entre les comunitats locals. També continua sent un recurs vital per a la pesca i l'agricultura de la zona.
Tot i les dificultats històriques i actuals, el riu Kasai representa una part important de la història i la cultura de l'Àfrica central. La seva exploració i desenvolupament han estat influenciats per factors com ara la recerca de recursos naturals, la colonització, els conflictes polítics i les aspiracions de desenvolupament econòmic.

## Tributaris
El riu té molts afluents, alguns dels quals són rius importants, de més de mil quilòmetres de longitud. Els més destacats són:
- A Angola:
  - riu Munhango
  - riu Mucussuege
  - riu Luau
  - riu Kanduke
  - riu Dembo
  - riu Kasungeshi
- Des de la frontera congolesa a Tshikapa:
  - riu Luete
  - riu Lutshima
  - riu Lubembe
  - riu Longishima
  - riu Tshikapa
- Des de Tshikapa a Ndjoko-Punda:
  - riu Lovua
- Des de Ndjoko-Punda a Ilebo:
  - riu Kabambaye
  - riu Lulua
  - riu Longwala
- Des de Ilebo a la desembocadura al riu Congo:
  - riu Lutshwadi
  - riu Sankuru-Lubilash, amb una longitud de 1.150 km;
  - riu Lubundji
  - riu Loange, amb una longitud de 1.150 km;
  - riu Kwilu, amb 960 km (té com a afluent el llarg riu Kwango, amb una longitud de 1.100 km);
  - riu Buma
  - riu Lekulu
  - riu Fimi-Lukenie, amb una longitud de 1060 km;
  - riu Letomo
  - riu Mbala

Cal mencionar que el riu Kwango, gairebé presentat sempre com un afluent del Kasai, és afluent del riu Kwilu. El riu Kwango, que baixa d'una altitud més gran que la del curs del riu Kwilu, entrega les seves aigües a aquest últim a Luanie (Bandundu). Les seves aigües donen color al Kwilu, essent visibles fins a mig quilòmetre aigües avall.

## Transport

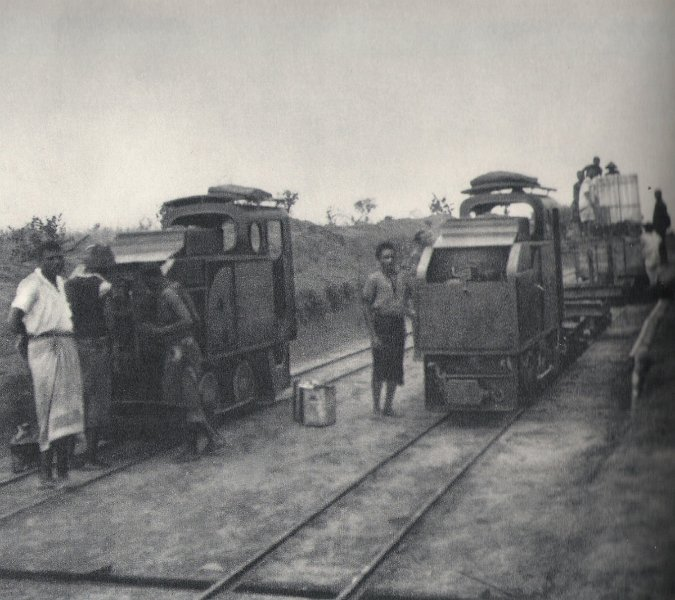
Ferrocarril entre Charlesville i Makumbi, el primer comboi impulsat per locomotora amb motor de combustió interna que va connectar aquests dos punts l'octubre de 1926.

El riu Kasai s'utilitza per al transport fluvial des del riu Congo a Kwamouth, a la part que el riu s'anomena Kwa, fins a Mushie; després, al Kasai, fins a Ilebo i després fins Djokupunda. Es va construir una línia de ferrocarril per a connectar Djokupunda amb Makumbi.
Des de Makumbi, el riu és navegable fins més al sur de Tshikapa. Hi ha un vaixell que connecta Tshikapa amb Makumb.

## Conca
Segons Water Resources e Atlas, la conca del riu Kasai està composta per un 39,6% de boscos tropicals. Un 55,7% són sabana. De la quantitat original de boscos, el riu ha perdut el 66,4% dels seus boscos primigenis. La densitat de població de la conca és de 14 hab/km² i només hi ha dues ciutats amb més de 100.000 habitants (Kananga i Mbuyi-Mayi). Un 2,3% del seu territori està protegit per parcs naturals. Hi ha 129 espècies diferents de peixos i 91 d'amfibis.

## Importància econòmica

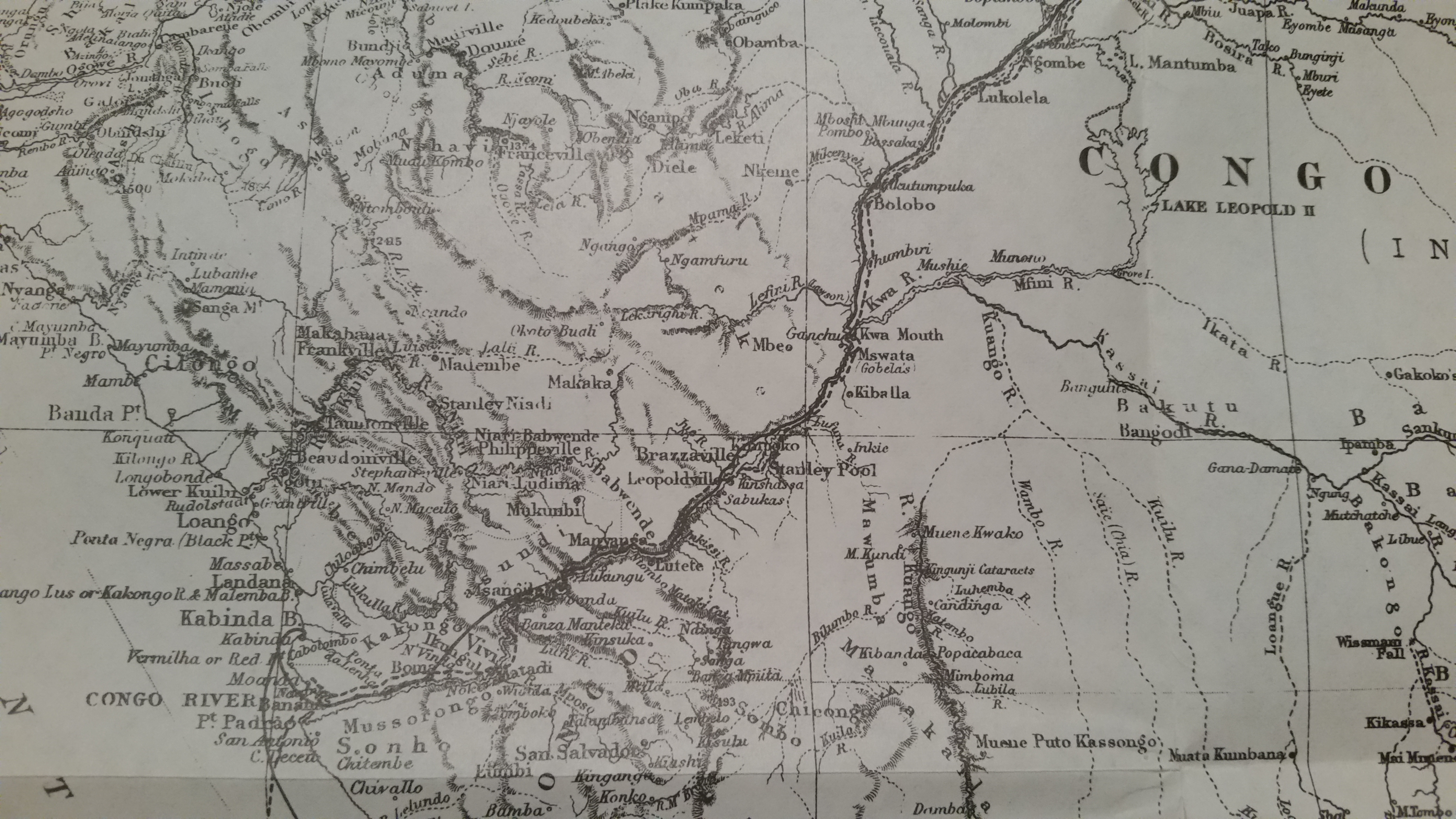
La Ruta de Stanley està marcada amb la línia negra gruixuda en aquest mapa.

Els afluents del riu Kasai estan lliures d'obstacles com cataractes i males herbes del riu, cosa que els fa molt navegables. Faciliten el sector del transport i formen una important artèria comercial. El paper del riu en el transport i el comerç va ser més destacat durant el període precolonial quan el tràfic d'esclaus era legal. Els comerciants d'esclaus van utilitzar un dels seus principals afluents, el riu Kwango, per navegar per la selva tropical equatorial, capturar esclaus i trobar el camí de tornada a l'oceà Atlàntic on havien atracat els seus vaixells. És molt controvertit que uns quants dels regnes locals que es trobaven al llarg del riu Kasai donaven suport al comerç d'esclaus. El regne de Rund, per exemple, va proporcionar fàcilment esclaus als comerciants d'esclaus més notoris com John Matthews, un famós venedor d'esclaus britànic. Aquestes activitats, tot i que es van produir entre els segles XVIII i XIX, van deixar un impacte durador a les regions on van ser més destacades, com ara entre els rius Kwango i Kwilu. La població mai s'ha recuperat del tot, amb una densitat de població inferior a la de les zones que no van experimentar el tràfic d'esclaus. El desencadenant més probable dels grans interessos britànics i portuguesos al riu Kasai va ser la presència de diamants al·luvials situats en rics jaciments, especialment a la desembocadura del riu. Més dipòsits es troben al llarg dels llits d'un afluent important, el riu Kwango. De fet, és habitual escoltar la frase "el cor del diamant del nord-est d'Angola" utilitzada en referència a la vall del riu Kwango. Això es deu al fet que els llits al·luvials de diamants que es troben en aquesta regió són els més rics d'Angola.
S'instal·là el ferrocarril Charlesville-Makumbi per a connectar Charlesville (Djokupunda) amb Makumbi. a l'explotació forestal i minera, i va estar en servei fins al 1955.

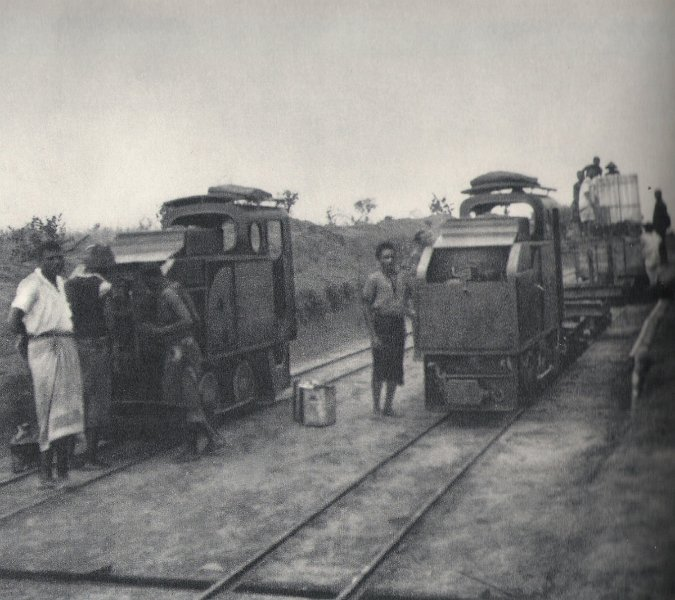
Ferrocarril entre Charlesville i Makumbi, el primer amb tirat per una locomotora amb motor de combustió interna va unir aquests dos punts a l'octubre de 1926.

Des de Makumbi el riu torna a ser navegable fins al sud de Tshikapa. Un vaixell balener connecta Tshikapa amb Makumbi.